# NGC 5719
NGC 5719 é uma galáxia espiral barrada (SBab/P) localizada na direcção da constelação de Virgo. Possui uma declinação de -00° 19' 04" e uma ascensão recta de 14 horas, 40 minutos e 56,5 segundos.
A galáxia NGC 5719 foi descoberta em 11 de Abril de 1787 por William Herschel.